# Alex Benno
Alex Benno (werkelijke naam: Benjamin Bonefang) (Oberhausen (Duitsland), 2 november 1872 – Haarlem, 2 april 1952) was acteur, regisseur en filmproducent.

## Loopbaan
Benno speelde, voor hij in 1919 zelf voor het eerst de regie over films voerde, kleine rollen in een aantal films van andere regisseurs, hij trad ook op als zogenaamde karakter-komiek die een aantal van zijn creaties op papier had gezet. Een behoorlijk aantal afleveringen van bladmuziek, met een illustratie op het omslag, tonen zijn productiviteit op dit gebied.
Ook een aantal joodse medewerkers (ook Benno was joods) uit de Duitse filmindustrie kwamen naar Nederland. Zo kwamen in de periode 1933-1940 diverse Nederlandse speelfilms met een Duitse regisseur en staf tot stand. De filmgeschiedenis van Amsterdam begint in 1919 als De duivel in Amsterdam met Eduard Verkade in de hoofdrol wordt uitgebracht. De Jantjes, Bleeke Bet en Op Hoop van Zegen uit 1934 zijn verfilmingen van volkstoneel die veel publiek trekken. De Jantjes is de eerste Nederlandse geluidsfilm. Bleeke Bet is een Jordaan-komedie met liedjes die werd geregisseerd door Richard Oswald. Oswald was een Oostenrijkse Berlijner; zijn echte naam was Ornstein. Ook hij vluchtte in 1933 naar Nederland, net als vele tientallen andere veelal Joodse regisseurs, producenten, acteurs en revue-artiesten. Voor de muziek en de decors van Bleeke Bet trok Oswald ervaren mede-immigranten aan.
Menig Duits kunstenaar reisde, net als Oswald, na 1933 naar Nederland. Kathinka Dittrich, voormalig directrice van het Amsterdamse Goethe-Institut, heeft in haar boek Achter het doek – Duitse emigranten in de Nederlandse speelfilm in de jaren dertig (1987) beschreven, hoe deze immigranten met de nek werden aangekeken. Als ze al aan het werk konden, kregen deze voormalige werknemers van de Ufa-studio’s vaak onervaren mensen naast en boven zich geplaatst.
Zo moest routinier Oswald bij 'Bleeke Bet' beleven dat de Nederlander Alex Benno (Benno die eigenlijk de naam Bonefang had, was ook van Duitse afkomst) het co-regisseurschap opeiste. Nederland leerde in die jaren de kneepjes van het filmvak van producent Rudolf Meyer en van regisseurs als Kurt Gerron, Ludwig Berger en Herman Kosterlitz. Na 1940 liep het lot van de immigranten uiteen. De laatste zou in Amerika beroemd worden als Henry Koster. Berger, wist de bezetting in Amsterdam te doorstaan. Gerron werd in Auschwitz vermoord, terwijl Meyer Auschwitz overleefde. Hij keerde terug naar Nederland en produceerde grote films als Fanfare (1958) en de verzetsfilm De Overval (1962).

## Enige van Benno's creaties
- De Commies Voyageur
- En ik ook
- Een geleerde kwast
- Eerste, tweede en derde acte
- Spreekt U er niet over
- Zoo als ik 't wenschte
- Zoo iets gebeurde in Zestien Honderd

Hij was later een van de vaste krachten van de Filmfabriek Hollandia in Haarlem (onder andere als requisiteur en regisseur). Na de ondergang van dit productiebedrijf ging Benno zelf films maken zoals: Oranje Hein in 1925, Revue Artistique in 1926 en Moderne Landhaaien eveneens in 1926. Hij kocht ook de negatieven van Filmfabriek Holland waarbij ook films waren die nog niet in omloop waren gebracht.
In 1917 was hij directeur van Bioscoop De Vereeniging in Haarlem en van 1948 tot 1952 in dezelfde functie bij Bioscoop De Zwaan in Noordwijkerhout.
Hij was ook eigenaar/directeur van het filmverhuurkantoor Actueel Film, waar een aantal van de door hem geproduceerde films werden uitgebracht.
In 1934 nam hij het initiatief voor geluidsversies van oude successtukken zoals Op hoop van zegen, Bleeke Bet en De Jantjes, bij deze films was hij regisseur of scenarioschrijver. De film Op Hoop van Zegen en de Duitse succesfilm Die Dreigroschenoper werden tot ongeveer 1960 nog regelmatig verhuurd door Actueel Film.
Willem Hemelraad (aanvankelijk filmbooker en directeur van Universal International Holland) werd eind jaren 60 eigenaar van het verhuurkantoor Actueel Film, dat later ook bioscopen exploiteerde in Bergen op Zoom (Cinemactueel) en Roosendaal. Actueel Film werkte geruime tijd samen met Cor Koppies (Cupido Film) en trad onder meer op als Nederlands vertegenwoordiger van American International Pictures (AIP) en Filmways/Orion.

## Filmografie van Alex Benno als medewerker of regisseur
- Krates (1913)
- Levende ladder, De (1913)
- Liefde waakt (1914)
- Gebroken levens (1914)
- Luchtkasteelen (1914)
- Weergevonden (1914)
- Koningin Elisabeth's dochter (1915)
- Ontmaskerd (1915)
- Geheim van den vuurtoren, Het (1916)
- Majoor Frans (1916)
- Vogelvrij (1916)
- Madame Pinkette & Co (1917)
- John Heriot's Wife (1920)
- Schakels (1920)
- Bleeke Bet (1923)
- Kee en Janus naar Berlijn (1923)
- Kee en Janus naar Parijs (1924)
- Mooi Juultje van Volendam (1924)
- Oranje Hein (1925)
- Artisten-revue, De (1926)
- Moderne landhaaien (1926)
- Bleeke Bet (1934)
- Op hoop van zegen (1934)
- De Jantjes (1934)
- Amsterdam bij Nacht (1937)